# Joe Pitman
Joseph Precott Pitman, detto Joe (Laconia, 21 agosto 1924 – Vero Beach, 1º giugno 2018), è stato un sollevatore statunitense campione mondiale nel 1950, che ha gareggiato nella categoria dei pesi leggeri.

## Biografia
Nato a Laconia, nel New Hampshire, si trasferì a Chambersburg, in Pennsylvania, dove si laureò alla Shippensburg University. Successivamente, nel 1959, conseguì un master alla Stetson University. Durante la seconda guerra mondiale svolse il servizio militare nella United States Marine Corps. Dopo la carriera da sollevatore, diventò dapprima insegnante e poi preside alla Indian River County di Vero Beach, in Florida. Dopo il ritiro dall'insegnamento, collaborò per diciotto anni presso la Island Home Care.

## Carriera
Iniziò a sollevare pesi nel 1945, e al momento del ritiro di Tony Terlazzo, l'American Weightlifting Association lo lanciò come atleta emergente nei pesi leggeri, inserendolo tra i partecipanti ai Giochi olimpici di Londra del 1948, dove si classificò ottavo. Ai campionati mondiali vinse due medaglie d'argento nel 1949 a Scheveningen e nel 1951 a Milano, nonché l'oro a Parigi nel 1950, il culmine della sua carriera.
Prese parte alle prime due edizioni dei Giochi panamericani, a Buenos Aires nel 1951 e a Città del Messico nel 1955, dove conquistò due medaglie d'oro. Partecipò a tredici campionati statunitensi tra il 1947 e il 1960, vincendone dieci e piazzandosi una volta secondo (nel 1958), una volta terzo (nel 1952) e una volta quarto (nel 1960). Nelle edizioni del 1950 e del 1951 sconfisse Tommy Kono, che vinse i campionati nel 1952 e venne prescelto per i Giochi olimpici di Helsinki. Anche dopo il ritiro dall'attività agonistica, mentre continuava il lavoro da insegnante, rimase nel club che lo aveva lanciato, lo York Barbell Club di Bob Hoffmann, come allenatore, accanto a Stanley Stanczyk.
Nell'aprile del 2014 venne iscritto nella Wall of Fame dello United States Olympic Training Center.